# كريستيان ألفارو
كريستيان ألفارو (بالإسبانية: Cristian Alfaro)‏ هو لاعب كرة قدم أرجنتيني في مركز الهجوم، ولد في 8 سبتمبر 1977 في سالتا في الأرجنتين. لعب مع .